# Madres (película)
Madres es una película argentina, relatada por diecisiete Madres de Plaza de Mayo Línea Fundadora. Se estrenó el 9 de marzo de 2007 en el 22º Festival Internacional de Cine de Mar del Plata en la sección de «Memoria en Movimiento».

## Sinopsis
El relato de diecisiete Madres de Plaza de Mayo Línea Fundadora compone un discurso colectivo que cuenta la historia de una generación que militaba por un mundo mejor y fue brutalmente cercenada por el terrorismo de Estado. Entre las entrevistadas están las cuatro únicas sobrevivientes del grupo original que en 1977 se reunió por primera vez desafiando a la dictadura. Este documental muestra la lucha de todas esas Madres de Plaza de Mayo por rescatar los recuerdos de sus hijos de la muerte y la incertidumbre. A partir de testimonios y filmaciones actuales y de los años '70, se puede ver cómo un grupo de amas de casa pudo convertirse en una organización que lucha por los derechos humanos, la justicia, la igualdad y la inclusión social.